# (132524) APL
Les dues fotografies en aquesta imatge són de l'asteroide preses l'11 de juny (a la part inferior, a una distància de 3,36 milions de km) i 12 de juny de 2006 (la part superior, presa a 1,34 milions de km).
(132524) APL, anteriorment conegut per la seva designació provisional de 2002 JF56, és un petit asteroide voltant de 2,3 kilòmetres que va ser visitat per la nau New Horizons, que va passar a una distància d'uns 101.867 kilòmetres a les 04:05 UTC el 13 de juny de 2006. Els espectres obtinguts per New Horizons mostra que APL és un asteroide del tipus S. L'asteroide va ser descobert el maig de 2002, pel projecte Lincoln Near-Earth Asteroid Research (LINEAR). El nom de l'asteroide APL és en referència a la Johns Hopkins University Applied Physics Laboratory, que varen ser constructors de la sonda New Horitzons.